# شنشيلاوات
الشنشيلاوات (الاسم العلمي: Chinchillinae) هي أسرة من القوارض تتبع فصيلة الشنشيلات من رتيبة شيهميات الفك.

## أجناس الشنشيلاوات
- الشنشيلة
- فسكاش الجبال